# Pilea pollicaris
Pilea pollicaris là một loài thực vật thuộc họ Urticaceae. Đây là loài đặc hữu của Mauritius. Môi trường sống tự nhiên của chúng là rừng khô nhiệt đới hoặc cận nhiệt đới.